# Richard Thomas
Richard Thomas, född 13 juni 1951 i  New York, är en amerikansk skådespelare. Thomas är känd från TV-serier som Familjen Walton och Det.

## Filmografi i urval
- 1966–1967 – As the World Turns (TV-serie)
- 1969 – Winning - 'segraren'
- 1969 – Sista sommaren
- 1970 – Bröderna Cartwright (TV-serie)
- 1971 – Illdåd i mörker
- 1971–1978 – Familjen Walton (TV-serie)
- 1972 – Fasornas hus
- 1977 – Idolen är död
- 1978 – Getting Married
- 1979 – Roots: The Next Generations (TV-serie)
- 1979 – No Other Love
- 1979 – På västfronten intet nytt
- 1980 – Kriget bortom stjärnorna
- 1990 – Det (Miniserie)
- 1991 – Visst finns tomten! (TV-film)
- 1990 – Röster från andra sidan graven (TV-serie)
- 1993 – Lauras skugga
- 1995 – Inkräktarna
- 1997–1998 – Promised Land (TV-serie)
- 1997–1998 – Touched by an Angel (TV-serie)
- 1999 – Beyond the Prairie: The True Story of Laura Ingalls Wilder
- 2000 – Wonder Boys
- 2002–2003 – Just Cause (TV-serie)
- 2009 – Taking Woodstock
- 2013 – The Americans
- 2020 – The Comey Rule (Miniserie)
- 2021 – The Unforgivable